# Acrapex similimystica
Acrapex similimystica là một loài bướm đêm trong họ Noctuidae.